# Holliday Brook
Holliday Brook – rzeka w stanie Nowy Jork, w hrabstwie Delaware, uchodząca do zbiornika retencyjnego Pepacton Reservoir na wysokości 390 m n.p.m. Jedynym dopływem rzeczki jest Gulf Brook. Zarówno długość cieku jak i powierzchnia zlewni nie zostały oszacowane przez USGS.